# Pieter Ghyllebert
Pieter Ghyllebert (Oostende, 13 juni 1982) is een Belgisch wielrenner. Ghyllebert begon zijn carrière in 2004 als stagiair bij Vlaanderen-T Interim. In 2005 kreeg hij een profcontract bij Chocolade Jacques. Zijn opvallendste resultaten waren winst in de vierde etappe van de Ronde van Oostenrijk in 2006 en in de vierde etappe van de Tour Down Under in 2007, en zijn titel van Vlaams kampioen achter derny's bij de eliten in de wedstrijd Omloop Mandel-Leie-Schelde in 2012.
Hij is de zoon van gewezen veldrijder Johan Ghyllebert.

## Belangrijkste overwinningen
2002
- Naamse Pijl

2006
- 4e etappe Ronde van Oostenrijk

2007
- 4e etappe Tour Down Under

2011
- Sprintklassement Ronde van Groot-Brittannië

2012
- Omloop Mandel-Leie-Schelde

## Resultaten in voornaamste wedstrijden
| Jaar | Gent-Wevelgem | Ronde van Vlaanderen | Amstel Gold Race |
| ---- | ------------- | -------------------- | ---------------- |
| 2005 |               | 88e                  | 131e             |
| 2006 |               |                      | 96e              |
| 2007 | 87e           |                      |                  |